# Чернявщинська загальноосвітня школа (Дніпропетровська область)
Чорнявщинська загальноосвітня школа І-ІІІ ступенів — україномовний навчальний заклад І-III ступенів акредитації у селі Чернявщина, Юр'ївського району Дніпропетровської області.

## Загальні дані
Чорнявщинська загальноосвітня школа І-ІІІ ступенів розташована за адресою: вул. Леніна, 29, село Чорнявщина (Юр'ївський район) — 51310, Україна.
Директор закладу — Пащенко Неля Семенівна. 
Мова викладання — українська.
Профільна направленість: здійснення профільного навчання за суспільно-гуманітарним профілем. 
В школі 12 навчальних кабінетів. Є комп'ютерний клас і музей бойової слави імені П. П. Павлова. 

## Науково-методичні центри школи
1. Шкільне методичне об'єднання вчителів початкових класів
Керівник:  Світлана Михайлівна Соколова
Кредо: "Треба так організувати роботу на уроці, щоб у очах дітей палав вогник зацікавленості".
2. Шкільне методичне об'єднання вчителів природно-математичного циклу
Керівник:  Тетяна Володимирівна Папуша
Кредо: "Справжній учитель повинен сам виконувати те, чого навчає".
3. Шкільне методичне об'єднання вчителів гуманітарного циклу
Керівник:  Любов Анатолівна Кравчук
Кредо: "Не талант знати - талант працювати".
4. Шкільне методичне об'єднання класних керівників
Керівник: Ірина Володимирівна Пушкеля
Кредо: "Виховувати високорозвинену творчу особистість, яка поєднувала б у собі найкращі моральні якості: національну гідність, моральну красу, добро, справедливість".